# Calefacción radiante
El calentamiento radiante ocurre cuando una superficie caliente calienta otros objetos a su alrededor. La calefacción radiante tiene una larga historia de uso en los edificios de los romanos y los coreanos, y es mucho más eficiente que las formas estándar de calentar el aire en un edificio. La calefacción radiante por suelo radiante es el tipo más común de calefacción radiante que se utiliza en los edificios, pero también se utilizan los sistemas de calefacción radiante de pared y de techo. La calefacción radiante también se puede utilizar para calentar áreas al aire libre.

## Historia de la calefacción radiante

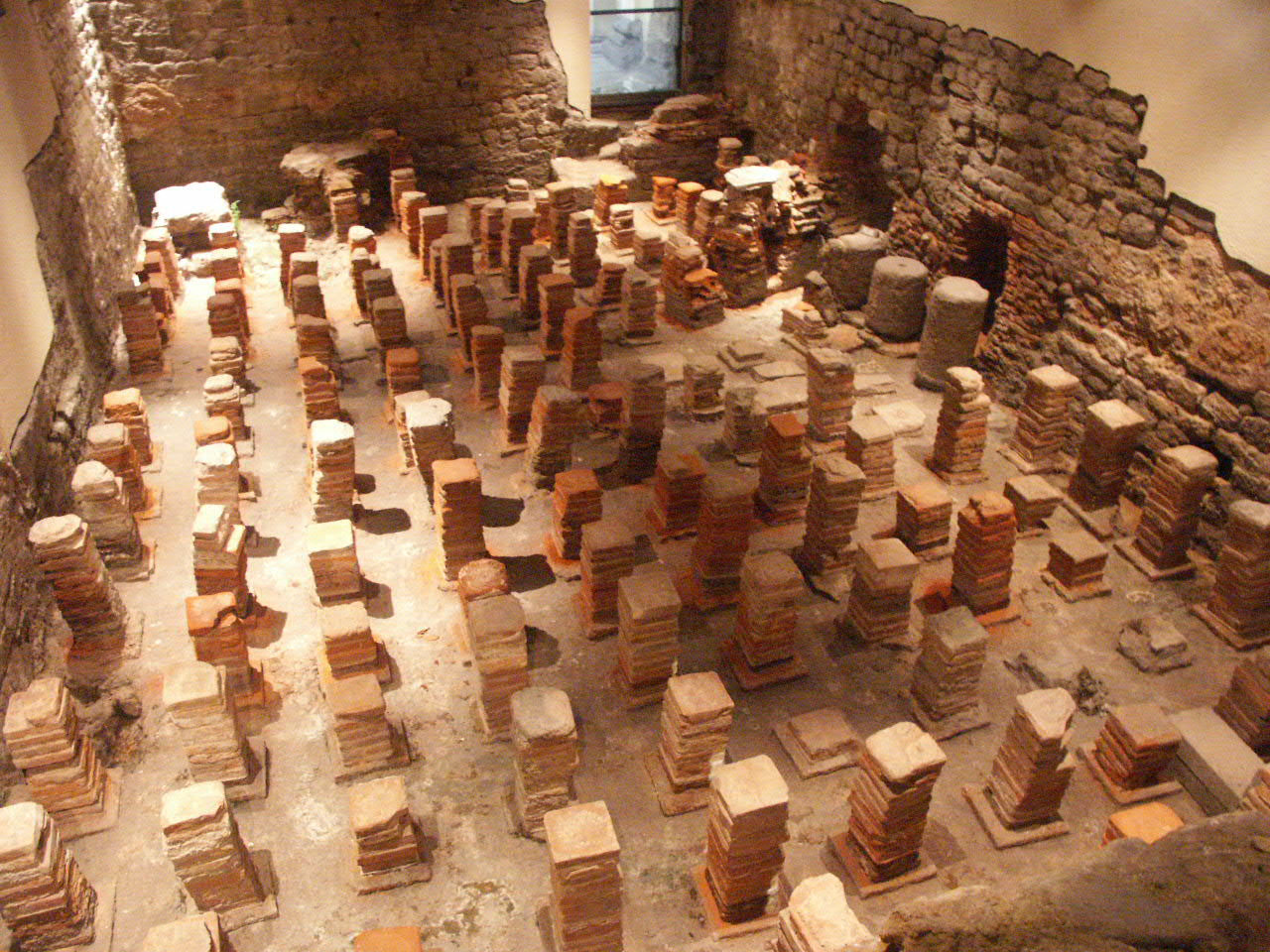
Caldarium de los Baños Romanos de Bath, Inglaterra. El piso ha sido removido para revelar los pilares del hipocausto.

Los romanos fueron los primeros en utilizar sistemas de calefacción radiante por suelo radiante. Estos sistemas se basaban en hipocaustos y utilizaban aire caliente para calentar. El piso estaba colocado encima de muchas pilas de ladrillos, dejando espacio para que el aire caliente y el vapor producido por un horno pasara por debajo del piso. El aire caliente subía por las chimeneas a los lados de las paredes, de modo que el aire caliente y el vapor nunca llegaban a las salas de estar. Estos sistemas eran muy caros de construir y mantener, por lo que sólo los ricos podían permitírselos.
En Corea, la calefacción radiante por suelo radiante se utiliza desde hace unos 2.000 años. Ondol, que significa "piedra caliente", implica el uso de piedras y conductos subterráneos para ayudar a transportar el aire caliente de la cocina a las habitaciones de la casa. La mayoría de las casas y edificios en Corea todavía usan ondol, aunque ahora usan agua caliente y sistemas eléctricos. El arquitecto americano Frank Lloyd Wright descubrió ondol a principios del siglo XX y lo utilizó en muchos de sus diseños de edificios. Wright también inventó sistemas de agua caliente bajo el piso.

## Tipos de calefacción radiante

### Calefacción por suelo radiante
El tipo más común de calefacción radiante es la calefacción por suelo radiante. Hay tres tipos de calefacción por suelo radiante: sistemas de aire caliente, sistemas de agua caliente y sistemas eléctricos.

#### Sistemas de aire caliente
Los sistemas de aire caliente utilizan aire caliente para calentar el suelo, similar a los sistemas de los romanos. Sin embargo, el aire no mantiene el calor muy bien, y estos sistemas no se recomiendan para uso residencial. 

#### Sistemas de agua caliente
Los sistemas de agua caliente son los más populares y rentables para climas fríos. En este tipo de sistemas, el agua es calentada por una caldera y bombeada a través de tuberías colocadas debajo del suelo. Los sistemas de agua caliente también pueden combinarse con energía solar térmica para hacerlos más respetuosos con el medio ambiente. La energía solar térmica utiliza la luz solar para calentar el agua, que luego puede utilizarse en el sistema de calefacción por suelo radiante.
Los sistemas de agua caliente también pueden funcionar a la inversa haciendo correr agua fría a través de las tuberías para enfriar el edificio. Sin embargo, esta tecnología es difícil de usar apropiadamente y puede resultar en condensación en el piso, lo cual puede arruinar los pisos de madera o alfombras y hacer que las personas tengan más probabilidades de caerse.

#### Sistemas eléctricos
Los sistemas eléctricos están hechos de cables eléctricos que se colocan debajo del piso. Luego se utiliza electricidad para calentar los cables, y este tipo de sistema puede encenderse o apagarse mucho más rápido que un sistema de agua caliente. Sin embargo, estos sistemas son a menudo más caros que los sistemas de agua caliente debido a los altos precios de la electricidad, especialmente si el sistema de agua caliente incluye el uso de energía solar térmica. El alto costo de un sistema de calefacción eléctrica puede reducirse si el suelo se puede calentar durante las horas no pico, como a altas horas de la noche, y se deja apagado durante el día. Los sistemas eléctricos también son menos respetuosos con el medio ambiente porque la electricidad se produce normalmente quemando combustibles fósiles, lo que aumenta las emisiones de carbono.

#### Instalación bajo el suelo

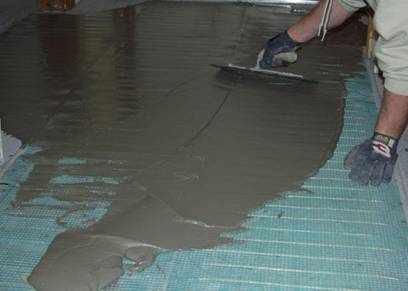
Hormigón que se está vertiendo para un sistema de calefacción eléctrica húmeda.

Los sistemas de calefacción radiante por suelo radiante pueden instalarse tanto en seco como en húmedo. Se colocan sistemas húmedos y luego se vierte concreto sobre ellos. Los pisos de concreto retienen el calor muy bien, pero pueden tardar mucho tiempo en absorberlo. Los sistemas secos funcionan en espacios al aire libre entre los cimientos y el suelo, pero pueden ser menos eficientes porque también tienen que calentar el aire. Sin embargo, los sistemas secos son mucho más fáciles de alcanzar si el sistema se rompe o tiene fugas.
Se puede utilizar cualquier tipo de suelo radiante, pero las baldosas cerámicas son el material de suelo más popular porque transfieren y almacenan bien el calor. Materiales como madera, alfombra o baldosas de linóleo disminuyen la transferencia de calor desde el sistema bajo el piso y el sistema debe fijarse a una temperatura más alta si se usa cualquiera de estos materiales.

### Calefacción de pared y de techo
Los sistemas de calefacción radiante de pared y de techo suelen estar hechos de paneles de aluminio colgados en las paredes o en el techo. Al igual que la calefacción radiante por suelo radiante, estos paneles se pueden calentar con agua caliente o electricidad. Sin embargo, los paneles calentados por agua caliente a menudo tienen fugas, por lo que los paneles eléctricos son los más comunes. Estos paneles no pueden calentar tanta superficie como un sistema de suelo radiante, pero se pueden encender y apagar rápidamente cuando una persona entra o sale de la habitación. Los paneles eléctricos pueden reducir los costos de energía si los paneles se dejan apagados en habitaciones vacías.

### Calefacción exterior
Usar calefacción radiante al aire libre es mucho más práctico que calentar aire porque el aire siempre se está moviendo hacia afuera. Los calentadores radiantes para exteriores son casi siempre dispositivos eléctricos y generalmente portátiles, aunque es posible instalar calefacción radiante por suelo radiante debajo de un patio.